# Chrysometa linguiformis
Chrysometa linguiformis este o specie de păianjeni din genul Chrysometa, familia Tetragnathidae. A fost descrisă pentru prima dată de Franganillo, 1930. Conform Catalogue of Life specia Chrysometa linguiformis nu are subspecii cunoscute.